# Creu d'Ardboe
La creu d'Ardboe (en anglès Ardboe High Cross, en irlandès Seanchrois Ard Bó) és una creu celta, catalogada com monument nacional, situada a Ardboe, al Comtat de Tyrone. Va ser la primera «Creu Alta» construïda a l'Ulster i, amb uns 5,6 m, és la creu més alta d'Irlanda del Nord. Sembla ser l'única creu a Irlanda que roman original i més completa, malgrat que el cap de la creu està malmès.
Es troba a l'entrada d'una església fundada el segle vi i es creu que va ser erigida en el segle X o el XI. Les paraules Ard Boe signifiquen 'turó de la vaca' i tracta d'una llegenda que diu que el monestir d'Ardboe va ser construït a partir de la llet d'una vaca màgica de Lough Neagh; la creu és l'única resta del monestir, que va ser destruït per un incendi el segle xii.